# Frente de Liberación Nacional (Peru)
Die Nationale Befreiungsfront (spanisch Frente de Liberación Nacional, FLN) war eine Partei in Peru. Sie wurde 1960 von General César Pando Egúsquiza, Salomón Bolo Hidalgo und Genaro Carnero Checa gegründet, um 1962 an den Wahlen teilnehmen zu können. Sie erhielt dabei die Unterstützung verschiedener marxistischer Vereinigungen. General Egúsquiza war Präsident der neuen Gruppierung und Hidalgo deren Vizepräsident. Hidalgo reiste 1962 mit den Abgeordneten Genaro Ledesma, Teodoro Azpilcueta und Maruja Roqué de Carnero Checa in die Sowjetunion, um gemeinsam an eine Konferenz für allgemeine Abrüstung und Frieden teilzunehmen. Anschließend wurde ihnen die Wiedereinreise nach Peru verweigert. Zudem sympathisierte die Partei mit den Revolutionären in Kuba und wurde von der Peruanischen Kommunistischen Partei (PCP) beeinflusst. Die Partei hatte sich unter anderem die Verteidigung der nationalen Souveränität gegen den Imperialismus zum Ziel gesetzt. Das Agrarland sollte denjenigen gegeben werden, die es bewirtschafteten und indigenen Gemeinschaften sollten angestammte Gebiete zurückgegeben werden. Ebenso zur Zielsetzung gehörte die kostenlose medizinische Versorgung, Gleichberechtigung der Frauen, Verbesserung der Arbeitsbedingungen und der Kampf gegen das Oligarchentum. Die Partei erhielt bei der Wahl 1962 2,06 % der Stimmen. Die Partei gab ab April 1962 eine eigene Zeitung, die Frente, heraus, deren Direktor Luis Felipe Angell war. Im Dezember 1980 schloss sie sich mit anderen Parteien wie der spanisch Unión de Izquierda Revolucionaria ‚Union der Revolutionären Linken‘ (UNIR) zu einer linken Union (spanisch Izquierda Unida) zusammen.

## Publikationen (Auswahl)
- Salomón Bolo Hidalgo: Cristianismo y liberación nacional. Ediciones Liberación, Lima 1962 (archive.org).
- Reforma agraria peruana: Articulos de la constitución, Ley de bases, proyecto del ejecutivo (AP-DC), proyecto de la UNO, proyecto del PAP, planteamiento del FLN. Editorial Thesis, Lima 1963, OCLC 608616069.
- El FLN, el PCP y la révolucion peruana. Ediciones „Liberación Nacional“, Lima 1964, OCLC 56517913.
- Informe a la IV conferencia departamental de Lima del F. L. N. Ediciones „Liberación“, Lima 1964, OCLC 1090804556.